# 新英文书法
新英文书法是中国当代艺术家徐冰的艺术创意形式，利用汉字的方块字结构，来书写记录英文的拉丁字母，与越南国语字书法的汉字化有异曲同工之处。此种观念艺术旨在寻找中西两种文字之间的契合点，具有实验性，一般用于与文化交流相关的平面设计。
2015年，新英文书法以新英文书体之名收入方正字库。

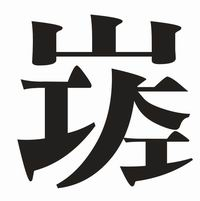
以新英文书法风格写出的Wiki